# Хазрет Султан
Хазрет Султан (на таджикски: Ҳазрат Султон вомбарг; на узбекски: Hazrati sulton choʻqqisi) е връх разположен в Хисарския хребет, на границата между Узбекистан и Таджикистан. Има височина 4643 m над морското равнище. Той е най-високият връх на Узбекистан.
Преди независимостта на Узбекистан се нарича връх XXII конгрес на КПСС.